# Xalpitzáhuac
Xalpitzáhuac är en ort i Mexiko.   Den ligger i kommunen Atlixtac och delstaten Guerrero, i den sydöstra delen av landet, 220 km söder om huvudstaden Mexico City. Xalpitzáhuac ligger 2 354 meter över havet och antalet invånare är 981.
Terrängen runt Xalpitzáhuac är huvudsakligen kuperad, men söderut är den bergig. Runt Xalpitzáhuac är det ganska glesbefolkat, med 43 invånare per kvadratkilometer. Närmaste större samhälle är Copanatoyac, 18,0 km öster om Xalpitzáhuac. I omgivningarna runt Xalpitzáhuac växer huvudsakligen savannskog.